# Скелі Словацького
Ске́лі Слова́цького — геоморфологічне утворення, геологічна пам'ятка природи місцевого значення в Україні. Розташовані при західній околиці міста Кременець, у кв. 4, вид. 2 Кременецького лісництва, у межах лісового урочища «Кременець». 
Площа — 2 га. Оголошені об'єктом природно-заповідного фонду рішенням виконкому Тернопільської обласної ради № 131 від 14 березня 1977 року. Перебуває у віданні Тернопільського обласного управління лісового господарства. 
Під охороною — відслонення стовпоподібних скель заввишки 7-8 м і завширшки в основі 5-6 м, складених вапняками сеноманового ярусу (верхня крейда). За переказами, ці скелі були улюбленим місцем відпочинку польсьського поета Юліуша Словацького. 
Пам'ятка природи входить до складу Національного природного парку «Кременецькі гори».